# Pseudyrias
Pseudyrias là một chi bướm đêm thuộc họ Erebidae.